# Alien from the Darkness
Alien from the Darkness (яп. 淫獣エイリアン индзю: эйриан, «Явившаяся из тьмы») — научно-фантастическое аниме в жанре «хентай», созданное под влиянием серии фильмов «Чужой». Было снято на студии Pink Pineapple и выпущено в формате OVA в 1996 году; в 1997 году оно вышло на VHS, в 2001 году — на DVD. Тематика аниме — тентакли.
Alien from the Darkness — классическое аниме в жанре космического хентая, содержащее большое количество клише, характерных для произведений данной тематики. Отзывы о нём были смешанными: одни критики положительно отзывались о качестве анимации, другие критиковали предсказуемый сюжет и скучных персонажей.

## Сюжет
Команда корабля «Мюдзу» (яп. ミューズ号 мю:дзу го:), состоящая полностью из женщин, возвращается с миссии на одной из планет. Она обнаруживает опустевший космический корабль «Дзогунэ» (яп. ゾグネ号 дзогунэ го:), дрейфующий в космосе. В ходе расследования они обнаруживают многочисленные мертвые тела и единственную выжившую — потерявшую память девушку по имени Флер. Команда забирает её на «Мюдзу» и лечит в медицинском отсеке, а тем временем компьютер «Мюдзу» пытается расшифровать данные с мертвого корабля, чтобы выяснить, что произошло с командой. На борту «Дзогунэ» обнаруживают нелегальный наркотик, разрушающий иммунную систему человека. Капитан приказывает уничтожить корабль. Тем временем Флер, которая на самом деле оказывается инопланетянкой с тентаклями, насилует членов команды «Мюдзу», помещая в них яйца, в результате чего жертвы сходят с ума и погибают.